# Colegio de ciencias, tecnología y artes aplicadas de Trinidad y Tobago
La Universidad de Trinidad y Tobago (en inglés: College of Science, Technology and Applied Arts of Trinidad and Tobagoo COSTAATT) es una universidad multi-campus en Trinidad y Tobago, fundada en el año 2000 mediante lo dispuesto en una ley. Estám inscritos en la actualidad alrededor de 9600 estudiantes y ofrece diplomas, grados asociados y grados de licenciatura, acreditados por el Consejo de Acreditación de Trinidad y Tobago (ACTT).